# Wiktor Wittyg
Wiktor Wittyg (ur. w 1857 w Strzyżawce na Podolu, zm. 17 października 1921) – badacz numizmatyki, monet piastowskich i pieczęci miejskich, kolekcjoner, członek Towarzystwa Numizmatycznego w Krakowie.

## Życiorys
Urodził się na Podolu. Po ukończeniu gimnazjum w Niemirowie studiował prawo na uniwersytecie w Odessie. W 1885 osiadł w Warszawie, gdzie podjął badania nad historią Polski, skupiając się na naukach pomocniczych historii: numizmatyce, sfragistyce, heraldyce, oraz archeologii.
W 1914 roku ożenił się z Heleną z domu Wołowska (zm. 1923).

## Wybrane publikacje
- Ekslibrisy bibliotek polskich z XVII i XVIII wieku, Warszawa 1903.
- Ekslibrisy bibliotek polskich XVI-XX wieku, Warszawa 1907.
- Nieznana szlachta polska i jej herby, Kraków 1908.
- Pieczęcie miast dawnej Polski, Kraków 1905.
- Wykopalisko mianowskie monet średniowiecznych polskich, Warszawa 1890.
- Wykopalisko z nad Drwęcy monet X i XI wieku, Kraków 1920.